# Tabard

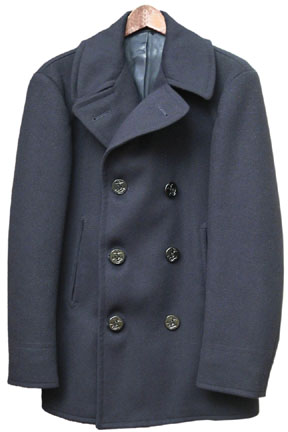
Típic tabard militar; ací, de l'Armada estatunidenca

El tabard és un abric curt, creuat, de caient recte i amb grans solapes; sovint duu botons grossos i butxaques horitzontals. El color més típic del tabard és el blau marí.
El tabard va néixer com a peça d'abrigar dels mariners, i forma part de la versió tradicional de l'uniforme de la marineria militar, almenys des del segle xviii. També ha estat típic de la marina mercant. Actualment és, així mateix, un article de moda civil, considerat un dels models clàssics d'abric; sovint aporta un matís d'informalitat dins l'elegància.
A voltes del tabard se'n diu jaquetó mariner, impròpiament.
Aquest tipus d'abric no s'ha de confondre amb la peça vestimentària medieval del mateix nom, mena de sobrevesta.